# Осиновая Грива
Осиновая Грива — деревня в Топкинском районе Кемеровской области. Входит в состав Осиногривского сельского поселения.

## География
Центральная часть населённого пункта расположена на высоте 196 метров над уровнем моря.

## История
Первыми жителями были русские и телеуты. Так по переписи 1897 года здесь проживало 497 человек, из них 259 телеуты и 238 русских.

## Население
| 2010 |
| ---- |
| 34   |

### Гендерный состав
По данным Всероссийской переписи населения 2010 года, в деревне Осиновая Грива проживает 34 человека (21 мужчина, 13 женщины).

### Национальный и гендерный состав
По переписи 1897 года основным населением были телеуты.
Согласно результатам переписи 2002 года, в национальной структуре населения русские составляли 100 %.

## Инфраструктура
Личное подсобное хозяйство с зоной сельскохозяйственного использования, индивидуальная застройка усадебного типа.

## Транспорт
Деревня доступна автотранспортом. Остановка общественного транспорта «Осиновая Грива».